# Geilenbek
Der Geilenbek ist ein Nebenfluss der Stör in Schleswig-Holstein.
Der Fluss hat eine Länge von ca. 7,3 km, entspringt östlich von Bönebüttel und mündet in Neumünster-Gadeland in die Stör. Auf einem Stück des Bachlaufes markiert er die Grenze zwischen der Stadt Neumünster und dem Kreis Plön.